# Kara Young
Kara Young (New York, ...) è un'attrice statunitense.

## Biografia
Nata e cresciuta ad Harlem in una famiglia di immigrati dal Belize, Kara Young ha studiato recitazione al New York Conservatory for Dramatic Arts. Ha esordito nell'Off-Broadway nel 2016 e a Broadway nel 2021, ottenendo una candidatura al Drama Desk Award e al Tony Award per la sua interpretazione nel ruolo di Letitia nel dramma Clyde's di Lynn Nottage.
Nel 2023 è stata candidata nuovamente al Tony Award per il dramma Premio Pulitzer Cost of Living e ha vinto l'Obie Award per la sua interpretazione come Viola ne La dodicesima notte di Shakespeare. Nel 2024 ha vinto il Drama Desk Award, l'Outer Critics Circle Award e il Tony Award alla miglior attrice non protagonista per Purlie Victorious. L'anno dopo vince nuovamente lo stesso premio per Purpose.

## Filmografia parziale

### Cinema
- I nostri cuori chimici (Chemical Hearts), regia di Richard Tanne (2020)
- After Yang, regia di Kogonada (2021)
- Master - La specialista (Master), regia di Mariama Diallo (2022)

### Televisione
- The Other Two - serie TV, episodio 1x10 (2019)
- The Staircase - Una morte sospetta (The Staircase) - serie TV, episodi1x3 e 1x6 (2022)
- Sono vergine (I'm a Virgo) - serie TV, 7 episodi (2023)
- Great Performances - serie TV, episodio 51x21 (2024)

## Doppiatrici italiane
- Lucrezia Marricchi in Sono vergine
- Martina Tamburello per I nostri cuori chimici